# Decimomannu
Decimomannu là một đô thị ở tỉnh Cagliari, vùng Sardinia của Italia, có vị trí cách khoảng 17 km về phía tây bắc của Cagliari, dân số khoảng 7.000 người.
Decimomannu giáp các đô thị: Assemini, Decimoputzu, San Sperate, Siliqua, Uta, Villasor, Villaspeciosa.